# Ализаде, Салман
Салман Ализаде (азерб. Salman Əlizadə) или Салман Картал (тур. Salman Kartal) (род. 1 декабря 1993, Баку) — азербайджанский боксёр, представитель наилегчайших весовых категорий. Выступал за сборную Азербайджана по боксу в первой половине 2010-х годов, чемпион Европы, победитель и призёр многих турниров международного значения, чемпион азербайджанских национальных первенств.

## Биография
Салман Ализаде родился 1 декабря 1993 года в городе Баку, Азербайджан. Выступает за бакинские клубы «Нефтчи», «Садарак» и армейский МОИК, его личным тренером является заслуженный тренер Азербайджана Назим Миргусейнов.

### Любительская карьера
Дебютировал на международной арене в сезоне 2008 года, когда стал бронзовым призёром Кубка президента в Баку и юниорского чемпионата Европы в Пловдиве.
В 2010 году одержал победу на молодёжном чемпионате мира и побывал на первых летних юношеских Олимпийских играх в Сингапуре, откуда привёз награду серебряного достоинства, выигранную в зачёте первой наилегчайшей весовой категории. Ирландец Райан Барнетт расквитался с ним за поражение в финале чемпионате мира.
В 2011 году получил бронзу на международном турнире «Великий шёлковый путь» в Баку, уступив в полуфинале турку Ферхату Пехливану, завоевал золотую медаль на чемпионате Европы в Анкаре, в частности в финале взял верх над российским боксёром Бэликом Галановым. Выступил и на домашнем чемпионате мира в Баку, но здесь попасть в число призёров не смог — уже в 1/8 финала его остановил представитель Таиланда Кеу Понгпраюн.
Был лучшим на турнире «Великий шёлковый путь» 2012 года, выиграл студенческое мировое первенство в Баку, взял серебро на молодёжном европейском первенстве в Калининграде, проиграв в решающем финальном поединке россиянину Василию Веткину. Пытался пройти отбор на Олимпийские игры в Лондоне, но на европейской олимпийской квалификации выступил неудачно и не получил олимпийской лицензии.
В 2013 году Ализаде одержал победу на чемпионате Азербайджана, вновь выиграл «Великий шёлковый путь», стал бронзовым призёром чемпионата Европы в Минске, уступив в полуфинале ирландцу Пэдди Барнсу. При этом на чемпионате мира в Алма-Ате был остановлен в 1/8 финала корейцем Кимом Ин Гю.
В 2014 году выиграл международный турнир на призы Алексея Тищенко в Омске и Кубок мира среди нефтяных стран в Белоярске.
На чемпионате Азербайджана 2015 года вновь одолел всех соперников по турнирной сетке и завоевал золотую медаль. Снова участвовал в «Великом шёлковом пути», но на сей раз в число призёров не попал — был выбит из борьбы за медали болгарином Тинко Банабаковым. Боксировал на Всемирных военных играх в Южной Корее и на домашних Европейских играх в Баку.
В зачёте азербайджанского национального первенства 2016 года занял в первом наилегчайшем весе второе место. Выступил также на чемпионате Турции, где тоже стал вторым.

### Профессиональная карьера
Покинув расположение азербайджанской сборной, в январе 2018 года Ализаде успешно дебютировал на профессиональном уровне. Боксировал преимущественно на территории Турции под именем Салман Картал. В 2019 году вернулся на любительский ринг. Завоевал бронзовую медаль на Всемирных военных играх в Китае.